# Presa Canario
Der Presa Canario (dt.: Kanarische Dogge, vor dem 1. Januar 2019 span.: Dogo Canario) ist eine von der Fédération Cynologique Internationale (FCI) anerkannte spanische Hunderasse, die in Spanien seit dem ausgehenden Mittelalter bekannt ist (FCI-Gruppe 2, Sektion 2.1, Standard Nr. 346). Der Dogo Canario ist das Natursymbol von Gran Canaria.

## Herkunft und Geschichte
Auf dem spanischen Festland entstand im ausgehenden Mittelalter ein einheitlicher Hundetyp, der für die Funktionen als Packer für wehrhaftes Wild (Hirsch, Bär, Wildschwein), als Kriegshund, als Treibhund für Rinderherden und als Wach- und Schutzhund selektiert wurde.
Diese spanischen Doggen wurden von den Konquistadoren als Kriegshunde für die Eroberung Südamerikas mitgeführt. Viele dieser Hunde blieben aber auf den Kanaren, wo sie weiterhin gezüchtet wurden. Dort verloren sie viele ihrer typischen Aufgaben wie z. B. den Stierkampf, die Arbeit als Treiber der Herden und als Packer für die Jagd auf wehrhaftes Wild, so dass sie fast nur noch als Wachhund Verwendung fanden.
Auf den Kanaren erhielt die spanische Dogge den Zusatz „Canario“. Die FCI erkannte die Rasse am 4. Juni 2001 unter dem Namen „Dogo Canario“ vorläufig an, am 5. Juli 2011 endgültig.

## Beschreibung
Der Presa Canario (vormals Dogo Canario) ist ein robuster Hund mit einer Schulterhöhe Hündinnen 56–62 cm, Rüden 60–66 cm und einem Gewicht von 40 bis zu 65 kg. Das kurze, raue, pflegeleichte Haarkleid ist gestromt oder falb. Auch kleinere weiße Abzeichen und Platten kommen vor. Die Stromungen reichen von schwarzgestromt über graugestromt zu braun bis falbgestromt, die Maske ist vorzugsweise immer dunkel gewünscht. Der massige Schädel zeigt deutlich die Zugehörigkeit zur Gruppe der Molosser. Sein Körperbau ist sehr muskulös und leistungsfähig.
Dem Presa Canario (vormals Dogo Canario) wurden traditionell die Ohren kupiert, was aber mittlerweile in Deutschland und vielen anderen Ländern verboten ist; allerdings finden sich auch dort eine Anzahl kupierter Exemplare, da zur Auffrischung der kontinentalen Zuchtlinien regelmäßig Hunde importiert werden müssen, um der Inzuchtdepression vorzubeugen. Unkupiert weist der Dogo Canario mittelgroße, hängende Ohren auf.

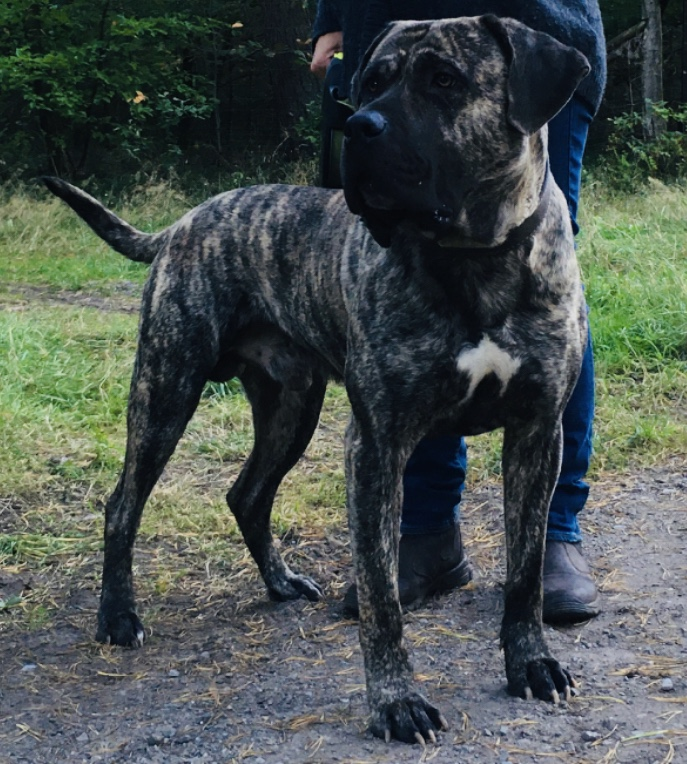
Presa Canario gestromt

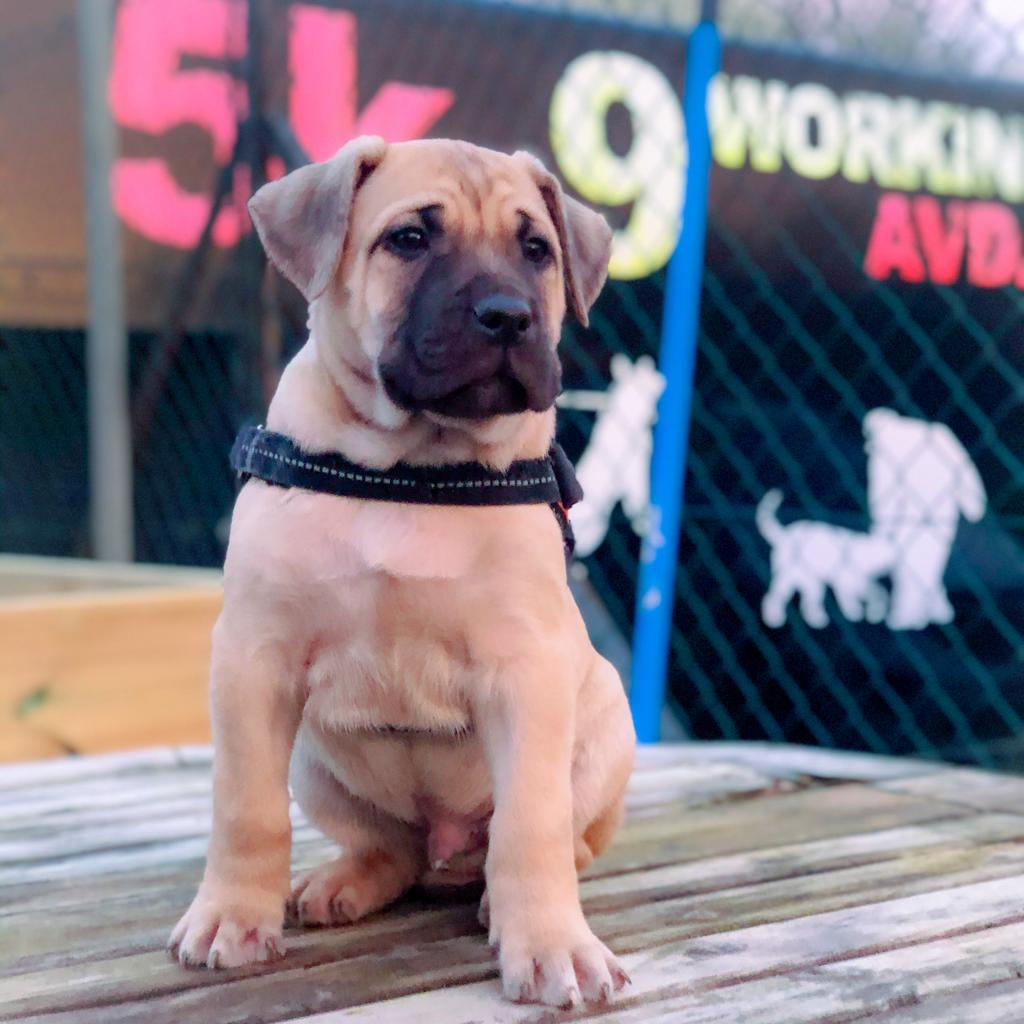
Presa Canario Welpe in Falb mit schwarzer Maske

## Funktion
Heute wird der Hund in erster Linie als Familien-, Wach- und Schutzhund gesehen. Des Weiteren hat er sich auch als Diensthund etabliert.

## (Perro de) Presa Canario
Das FCI-Sekretariat informierte am 6. Dezember 2018 darüber, dass die Rasse Dogo Canario mit Wirkung zum 1. Januar 2019 auf Antrag des spanischen Verbands Real Sociedad Canina de España (RSCE) umbenannt wird und dann Presa Canario heißen wird.
Der American Kennel Club (AKC) führt bereits seit 1990 die Rasse (Perro de) Presa Canario in seinem Foundation Stock Service. Der Rassestandard stimmte nicht mit dem der FCI für den Presa Canario (vormals Dogo Canario) überein.
In Spanien wurde vom Landwirtschaftsministerium 2001 eine Rasse mit dem Namen Presa Canario anerkannt. Auch der dort veröffentlichte Standard ist mit dem FCI-Standard für den Dogo Canario nicht identisch. Eine entsprechende Anerkennung für den Dogo Canario gibt es nicht. Des Weiteren gibt es weitere betreuende Rassezuchtvereine wie den AVD e. V. oder den United Kennel Club.
Es existieren / existierten Auseinandersetzungen um den Namen und den Standard für die Rasse ausgehend davon, dass es sich bei der jetzt als Dogo Canario anerkannten Rasse auch um den Presa Canario handele.
Der (Perro de) Presa Canario unterliegt in einigen deutschen Bundesländern behördlichen Haltungsbedingungsvorgaben (Rasseliste).

## Charakter (Wesen)
Die FCI beschreibt ihn folgendermaßen:

„Ruhige Erscheinung; aufmerksamer Blick. Er eignet sich insbesondere  als Wachhund, weil er besonders selbstsicher ist,  daher wird der Presa Canario traditionell für das Bewachen der Viehherden eingesetzt. Sein Temperament ist ausgeglichen und das Bellen ist verhältnismäßig tief. Er baut meistens eine Bindung zu nur wenigen, vertrauten Menschen, wie beispielsweise dem Herrchen oder Frauchen auf und ist fremden Personen also oft misstrauisch. Dieser Hund ist besonders wachsam und hat ein dominates Auftreten, bzw. Erscheinungsbild. Er ist gelehrig, fügsam und ordnet sich seinem Herrchen oder Frauchen, bei gelunger Erziehung oft unter. Die Erziehung ist daher bei so großen und stolzen Tieren wie dem Presa Canario besonders wichtig.“

## Rechtslage in der Schweiz
Der Presa Canario (vormals Dogo Canario) untersteht in den Kantonen z. B. Freiburg, Genf, Schaffhausen und Thurgau behördlichen Haltungsbedingungsvorgaben (Rasseliste). Die Haltung ist in diesen Kantonen bewilligungspflichtig, im Kanton Genf verboten.